# KDStV Nassovia Darmstadt
Die Katholische Deutsche Studentenverbindung Nassovia (KDStV Nassovia) zu Darmstadt im CV ist eine farbentragende, nichtschlagende Studentenverbindung, die dem größten interdisziplinären Akademikerverband Deutschlands, dem Cartellverband der katholischen deutschen Studentenverbindungen (CV) angehört. Nassovia war ein Mitgründer des Starkenburger Cartellverbandes.

## Geschichte
Die KDStV Nassovia wurde am 28. Oktober 1896 an der Technischen Hochschule Darmstadt gegründet. Abgesehen von dem nicht farbentragenden Akademischen Verein Darmstadt, der sich selbst 1889 zur studentischen Korporation erklärt hatte, war Nassovia die erste nichtschlagende Verbindung in Darmstadt. Zudem war sie die erste konfessionelle Verbindung in Darmstadt. Gegen die Gründung konfessioneller Verbindungen demonstrierten 1896 tausende Studenten in Darmstadt und auch an anderen technischen Hochschulen im Rahmen des akademischen Kulturkampfes. Den katholischen Studentenverbindungen wurde von einer Versammlung von 700 Darmstädter Studenten die Existenzberechtigung abgesprochen und die Forderung erhoben, diese und insbesondere die Nassovia von allen Festlichkeiten auszuschließen; Rektor und Senat stellten sich jedoch auf die Seite der Nassovia und forderten die Studentenschaft auf, die Ablehnung der Nassovia aufzugeben, da dies gegen die Statuten der Hochschule verstoße und einen Eingriff in die akademische Freiheit darstelle.
Gründungssenior der Nassovia war Joseph Kehrein (1872–1948). Sie wurde zunächst im Jahre 1897 als befreundete Verbindung in den Cartellverband der katholischen deutschen Studentenverbindungen aufgenommen. Mit den anderen CV-Anwärtern KDStV Normannia Karlsruhe und KDStV Rheno-Saxonia aus Köthen (heute Halle) gründete sie den Starkenburger Cartellverband (in Anlehnung an die hessische Provinz Starkenburg). Hintergrund war das fehlende Maturitätsprinzip der Lehranstalten in Darmstadt, Karlsruhe und Köthen; an diesen konnte man ohne Abitur studieren. Die Mitgliedschaft im Cartellverband setzte jedoch voraus, dass die Verbindungsmitglieder Abitur hatten. Die Verbindungen des Starkenburger Cartellverbandes konnten daher zunächst nicht Vollmitglieder des CV werden. Das Nebeneinander von Starkenburger und „großem“ CV sollte dazu führen, dass auch Verbindungen an Technischen Hochschulen Mitglied im Cartellverband wurden: Nassovia und Normannia traten im Jahre 1901 als freie Verbindungen und 1904 als vollwertige ordentliche Mitglieder dem Cartellverband bei, sie dokumentierten auf diese Weise dem Akademisierungsprozess der technischen Hochschulen auch im Bereich studentischer Verbindungen.
1913 wurde von der Nassovia das erste eigene Verbindungshaus am Ballonplatz 5 (heute Alexanderstraße 29) in Darmstadt direkt gegenüber der Hochschule bezogen.
Nach der nationalsozialistischen Gleichschaltung 1933 wurde das Klima für Studentenverbindungen schwieriger. Der zunehmende Druck auf die deutschen Verbindungen des Cartellverbandes und die Einführung des Führerprinzips führte zu Abspaltungsbestrebungen der österreichischen Verbindungen, die sich ihre bisherigen Freiheiten erhalten und dem Druck der Nationalsozialisten entziehen wollten; Nassovia war rege, um die Einigkeit, aber auch das Funktionieren der Verbindungen in ihrem jeweiligen staatlichen Umfeld zu ermöglichen. Schließlich wurde der Cartellverband aufgespalten, der verbleibende deutsche Teil 1935 zwangsweise durch den NS-Staat aufgelöst; auch die Aktivitas der Nassovia 1936 musste suspendieren, um einer Umwandlung in eine NS-Kameradschaft zuvorzukommen. Der Altherrenbund konnte sich bis 1938 halten. Das Verbindungshaus wurde enteignet.
Ein Mitglied der Verbindung, der Zentrumspolitiker Kuno Kamphausen (1900–1934), wurde während des Röhm-Putsches im Jahre 1934 von der SS ermordet, mit dem Gedenken an Kamphauseen verbindet Nassovia „eine scharfe Verurteilung des Rechtsextremismus“.
Kurz nach dem Krieg bildete sich innerhalb der katholischen Hochschulgemeinde die Studentengruppe Sankt Michael heraus, die Kontakt mit der Altherrenschaft aufnahm. Aus dieser Initiative wurde am 26. Oktober 1949 auf Schloss Baldeney die KDStV Nassovia wiederbegründet. Im Jahre 1952 gründet Nassovia auch die KDStV Nibelungia zu Brünn in Darmstadt wieder. 1958 bezieht Nassovia das in Eigeninitiative wiederhergestellte, denkmalgeschützte Vorderhaus Alexanderstrasse 27 (ehemals Ballonplatz 7) mit dem im Hof neu erbauten Hinterhaus; das neue Anwesen liegt in unmittelbarer Nähe der TU-Stadtmitte und neben dem alten Verbindungshaus.
Die Nassovia Darmstadt hat – seit dem Übertritt der Austria Innsbruck, Norica Wien und Carolina Graz in den ÖCV –  die Nummer 33 in der verbandsinternen Reihenfolge der Cartellverbindungen. Die offizielle Abkürzung ist Na.

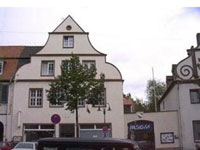
Nassovenhaus (ab 1958)
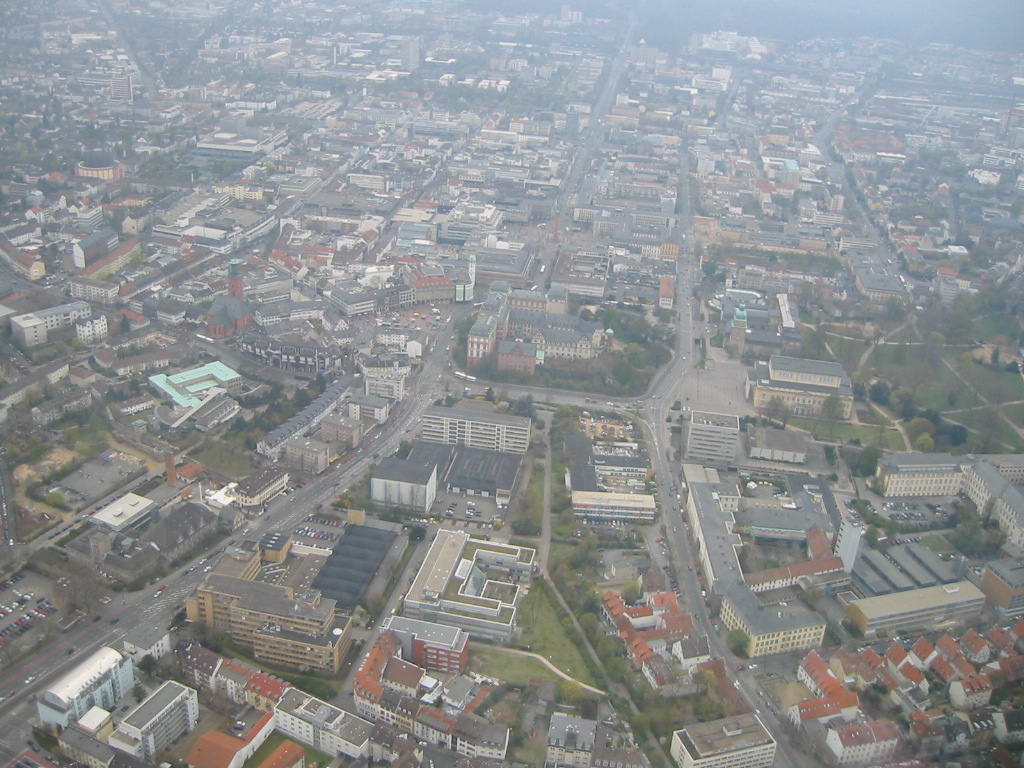
Flug über das Nassovenhaus (2003)

## Verbindungsleben
Die KDStV Nassovia hat zirka 30 Aktive (d. h. Studenten und kürzlich examinierte Akademiker) und mehr als 270 Alte Herren (Stand: 2010). Sie zählte damit 2010 als größte Verbindung in Darmstadt. Ihre Mitglieder haben in den verschiedensten Fachrichtungen an der Technischen Universität Darmstadt, Fachhochschule Darmstadt und auch an der Evangelischen Fachhochschule Darmstadt studiert bzw. sind dort eingeschrieben.
Die Verbindung ist in der katholischen Kirchengemeinde Sankt Ludwig verwurzelt. Ihr Verbindungsheiliger ist der Erzengel Michael.
Ihre Farben sind dunkelblau-weiß-hellgrün, ihr Wahlspruch ist das Motto des Jesuiten Claudio Acquaviva: Fortiter in re, suaviter in modo (Fest in der Sache, gemäßigt in der Art und Weise).
Die KDStV Nassovia stellte 1982/1983 und 2004/2005 mit den anderen Darmstädter CV-Verbindungen – KDStV Rheinpfalz und KDStV Nibelungia – den Vorort des CV.

## Bekannte Mitglieder

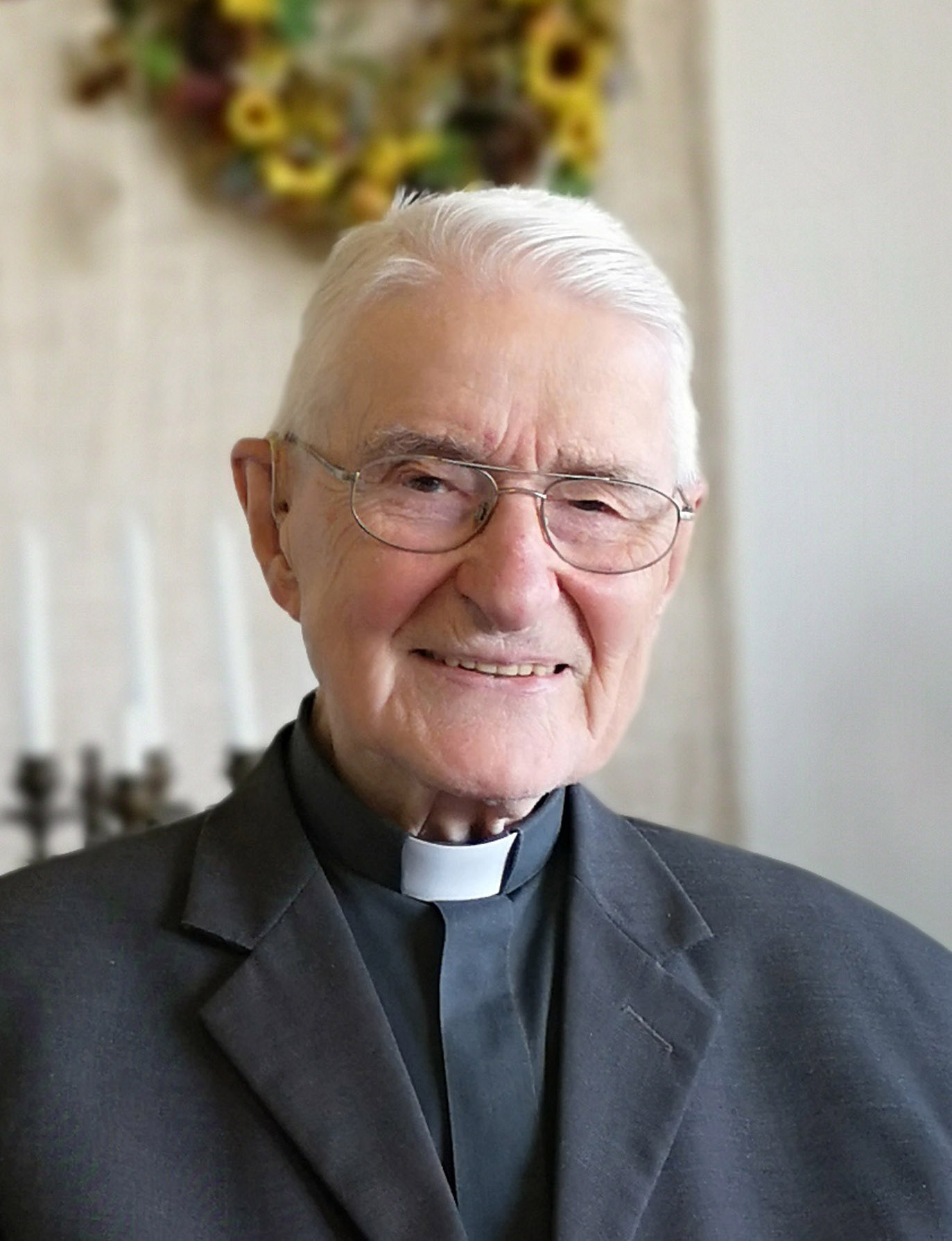
Bodo-Maria Erhard (2019)

- Kuno Kamphausen (1900–1934), Architekt und Baubeamter[11]
- Hellmut Ley (1909–1973), deutscher Chemiker, Vorstandsvorsitzender der Metallgesellschaft AG (1961–1973), Präsident der Gesellschaft Deutscher Chemiker (GDCh) (1966–1967) und Vorstandsvorsitzender des Stifterverbandes für die Deutsche Wissenschaft (1970–1973)
- Franz-Josef Spalthoff (1923–2004), Atommanager und Vorstandsmitglied der RWE AG
- Bodo-Maria Erhard ISch (1924–2020), Physiker und römisch-katholischer Geistlicher und Generaloberer des Säkularinstituts der Schönstatt-Patres (1968–1974)
- Paul Vaske (1924–1985), Ingenieurwissenschaftler und Hochschullehrer
- Friedrich Berentzen (1928–2009), Unternehmer (Berentzen-Gruppe)
- Reinhold Zwickler (1933–2023), Ingenieurwissenschaftler und Hochschullehrer
- Wolfgang Suwelack (* 1937), Unternehmer (Suwelack-Gruppe) und Pionier der Gefriertrocknung von Lebensmitteln
- Siegbert Keller (1937–2015), Architekt und Bauökonom, Hochschullehrer
- Günther Altrogge (1939–2014), Ökonom und Professor für Betriebswirtschaftslehre an der Universität Hamburg
- Bernhard Stieler (1934–2010), Ingenieur (Deutsches Zentrum für Luft- und Raumfahrt (DLR)) und Hochschullehrer
- Jörg Vienken (* 1948), Biomediziner und Hochschullehrer, Forschungsdirektor bei Fresenius Medical Care
- Michael Pietsch (1958–2022), Mediziner und Politiker (CDU), Hochschulprofessor
- Michael (Mike) Roth (* 1966), Vice-President und Logistik-Chef weltweit bei Amazon
- Patrick Büchting (* 1998), Filmregisseur und Drehbuchautor

## KDStV Rheinpfalz
Aufgrund der Rekordzahl von 36 Füxen erfolgte am 17. Juli 1921 die Gründung der Tochterverbindung KDStV Rheinpfalz in Darmstadt.